# غلواء

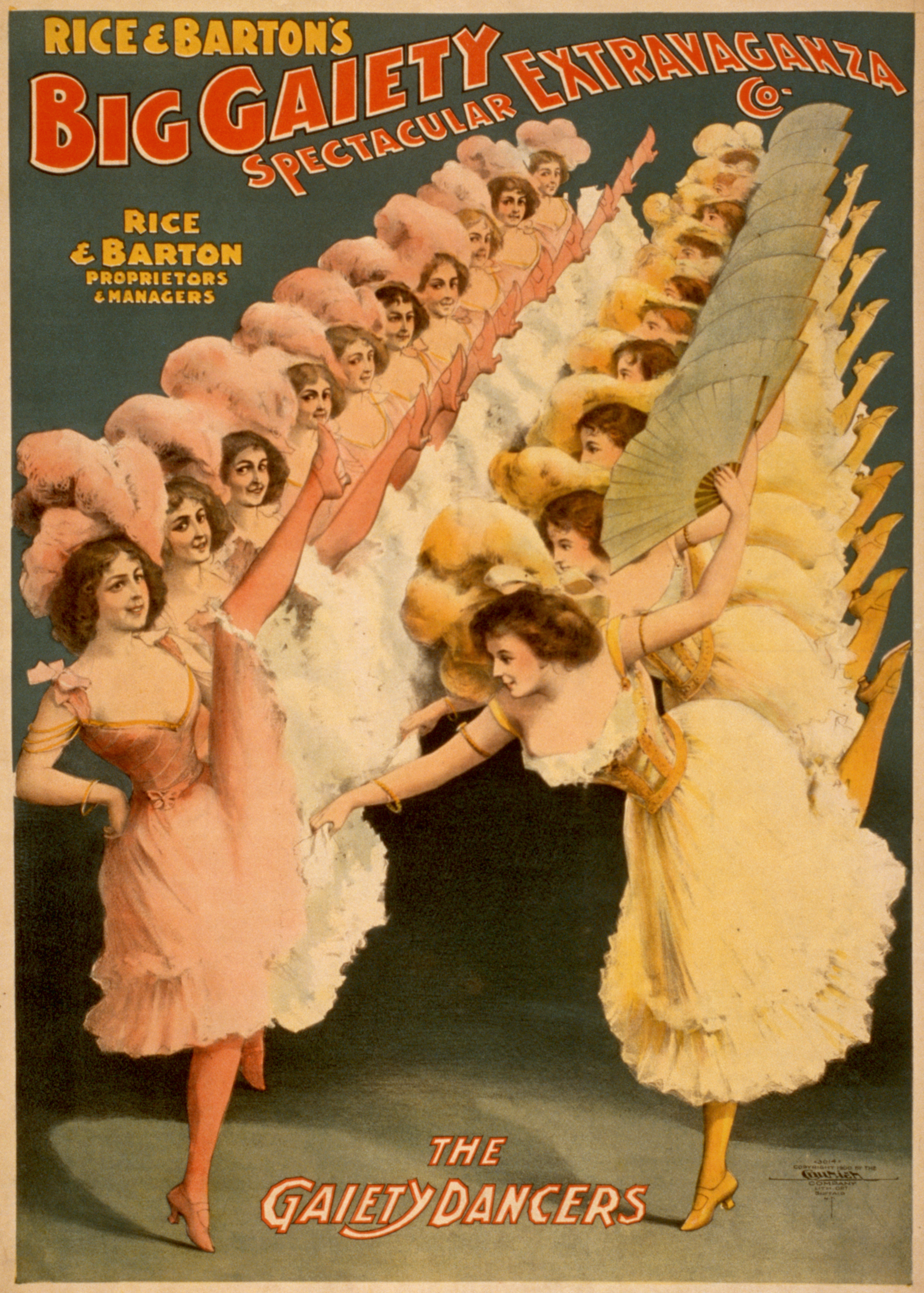
ملصق يُظهر فتيات الكُرس في حفل رائع عام 1900.

الغُلَواء عمل أدبي أو موسيقي (غالبًا مسرح موسيقي ) يحتوي على عناصر هزلية إيحائية ومحاكاة ساخرة في إنتاج مذهل ويتميز بحرية الأسلوب والبنية. قد يحتوي على عناصر من الملهى والسِّرك والتنوع والفودفيل والتمثيل الصامت أيضًا. قد تشير الغُلواء إلى إنتاج مسرحي متقن ومذهل ومكلف.